# Lin Xintong
Lin Xintong (4 de julio de 2000) es una deportista de China que compite en natación. Ganó tres medallas en los Juegos Olímpicos de la Juventud de 2018, oro en 4 × 100 m estilos mixto y 4 × 100 m estilos y bronce en 4 × 100 m libre mixto.